# Remijia duckei
Remijia duckei är en måreväxtart som beskrevs av Paul Carpenter Standley. Remijia duckei ingår i släktet Remijia och familjen måreväxter. Inga underarter finns listade i Catalogue of Life.